# Mary Johnson
Mary Johnson (née Astrid Maria Carlsson le 11 mai 1896 à Eskilstuna ; morte le 7 mai 1975 à Brännkyrka) est une actrice suédoise.

## Biographie

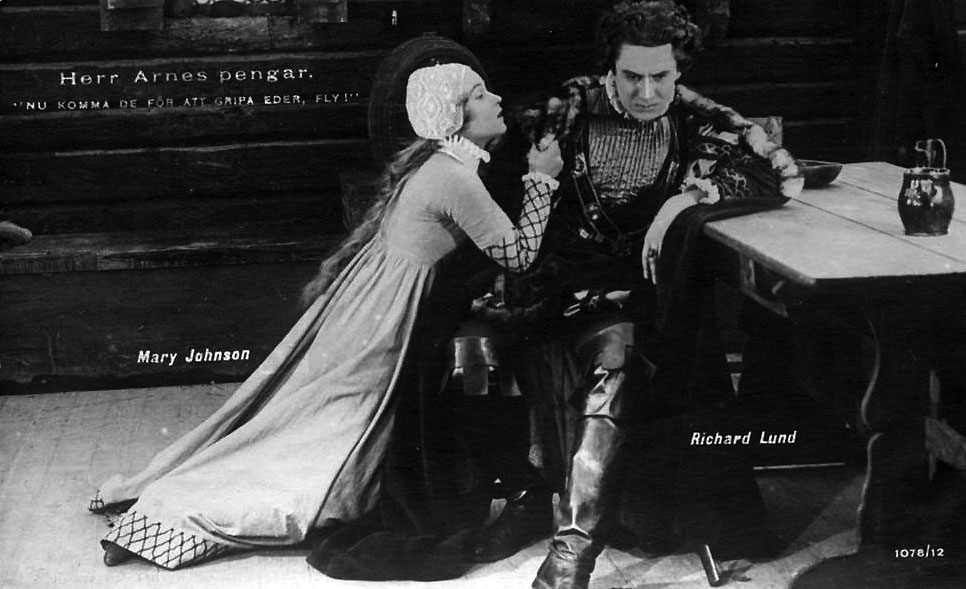
Mary Johnson et Richard Lund dans Le Trésor d'Arne.

## Filmographie partielle
- 1918 : Le Chat botté (Mästerkatten i stövlar), de John W. Brunius
- 1919 : Le Trésor d'Arne  (Herr Arnes pengar), de Mauritz Stiller
- 1920 : Les Traditions de la famille (Familjens traditioner), de Rune Carlsten
- 1920 : Robinson i skärgården, de Rune Carlsten
- 1921 : Le Chevalier errant (En lyckoriddare), de John W. Brunius
- 1923 : Le Vieux Manoir (Gunnar Hedes saga), de Mauritz Stiller
- 1923 : Vox Populi (Johan Ulfstjerna), de John W. Brunius
- 1924 : La Voix du cœur (Die Stimme des Herzens), de Hanns Schwarz
- 1925 : La Petite Téléphoniste (Das Fräulein vom Amt), de Hanns Schwarz
- 1926 : Le Canard sauvage (Das Haus der Lüge), de Lupu Pick
- 1926 : Staatsanwalt Jordan, de Karl Gerhardt
- 1926 : Dagfin le skieur (Dagfin), de Joe May
- 1927 : L'Homme du Pôle (Ramper der Tiermensch), de Max Reichmann
- 1928 : Attractions (Manege), de Max Reichmann
- 1928 : Le cœur ne vieillit pas (Artisten), de Géza von Bolváry
- 1928 : Chaînes ou Les Sexes enchaînés (Geschlecht in Fesseln), de William Dieterle